# Joshua Carter
Joshua Neville Carter (* 20. November 1986 in Dallas) ist ein US-amerikanischer Basketballspieler. Er spielte auf dem College für Texas A&M. In der Saison 2006/07 führte Carter mit einer Quote von 50 % die Dreipunktstatistik in der NCAA Division an. Damit brach er nicht nur den Teamrekord seines College-Teams, sondern wurde auch zu einem der wichtigsten Spieler seines Jahrgangs. 
Für seine herausragenden Leistungen in der Saison 2008/2009 wurde er in das Phillips 66 All-Big 12 Third Team gewählt.
Seine Collegelaufbahn schloss Carter mit 1566 Punkten ab. Damit ist er der siebterfolgreichste Spieler von Texas A&M. 
In der Saison 2009/2010 spielte Carter bei dem deutschen BBL-Team und Euroleague-Teilnehmer EWE Baskets Oldenburg. Zur Saison 2010/11 wechselte er nach Israel zu Maccabi Aschdod. In der Saison 2012/2013 spielte er für BK Spartak Sankt Petersburg, für die Saison 2013/2014 wechselte er zu Mens Sana Basket Siena nach Italien.
In der Saison 2016/2017 spielte er in Italien für Dinamo Basket Sassari und in der folgenden Saison 2017/2018 für Limoges CSP in Frankreich.